# Bank of New York
The Bank of New York Company, Inc. war ein Finanzunternehmen aus den Vereinigten Staaten mit Sitz in New York City. Das Unternehmen war im Aktienindex S&P 500 gelistet und beschäftigte im Jahr 2006 22.961 Mitarbeiter. Nach einer Fusion mit der Mellon Financial Corporation firmiert das Unternehmen unter dem Namen The Bank of New York Mellon Corporation (BNY Mellon).

## Geschichte

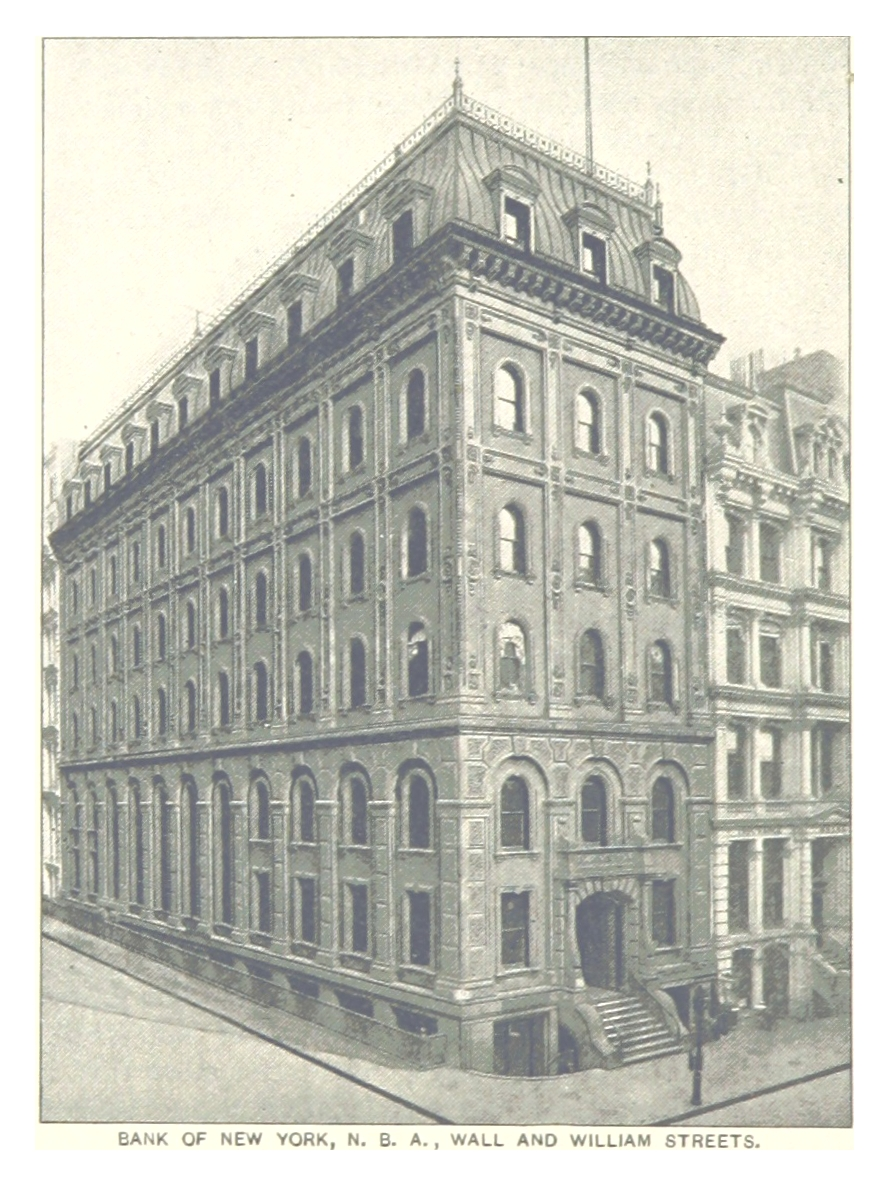
Das Hauptgebäude der Bank in New York City, Wall- und Williams-Street (um 1890)

Die Bank of New York wurde 1784 von Alexander Hamilton gegründet und ist damit die älteste Bank in den Vereinigten Staaten. Am 9. Juni 1784 eröffnete die Bank im Walton House in Manhattan ihr Geschäft. 1792 wurde die Bank of New York als erstes Unternehmen an der New Yorker Börse gehandelt. 1922 fusionierte die Bank of New York mit dem Unternehmen New York Life Insurance & Trust Company.
Die Bank of New York erwarb 1948 das Finanzunternehmen The Fifth Avenue Bank und 1966 wurde das Finanzunternehmen Empire Trust Company erworben. 1988 erwarb das Unternehmen die Bank Irving Bank Corporation und verlagerte seinen Hauptsitz an die One Wall Street, heute bekannt unter Bank of New York Building. In den 1990ern erwarb die Bank of New York die Unternehmen National Community Banks und Putnam Trust Company. Eine nächste größere Übernahme erfolgte 2003 mit dem Erwerb des Unternehmens Pershing LLC. Insgesamt erfolgten neben diesen großen Unternehmensübernahmen achtzig weitere Übernahmen im letzten Jahrzehnt.
Im April 2006 tauschte die Bank of New York ihre Privatbanksparte gegen den relativ gleichwertigen Corporate Trust-Bereich von J.P. Morgan Chase. Im Dezember 2006 wurde bekanntgegeben, dass die Bank of New York und das Unternehmen Mellon Financial Corporation unter dem künftigen Unternehmen The Bank of New York Mellon Corporation fusionieren werden. Seit dem 1. Juli 2007 treten die fusionierten Unternehmen unter dem gemeinsamen Namen auf.